# Anthony John Arkell
Anthony John Arkell, noto come A. J. Arkell (Hinxhill, 29 luglio 1898 – Chelmsford, 26 febbraio 1980), è stato un archeologo, storico ed egittologo britannico, oltre che amministratore coloniale, famoso per il suo operato in Sudan ed Egitto.

## Biografia
Arkell nacque ad Hinxhill, nel Kent, in Inghilterra. Si arruolò nel Royal Flying Corps e nella Royal Air Force durante la prima guerra mondiale, prima di entrare a far parte del Servizio Politico Sudanese nel 1920. Ex ufficiale del governo coloniale britannico, Arkell condusse numerosi studi, documentando tra le altre cose: l'esistenza di numerose opere in ferro a Meroë, che soprannominò "la Birmingham d'Africa", e l'ampia cultura predinastica egiziana, soprattutto i Badari. Arkell fu fondamentale nel blocco della tratta degli schiavi tra Sudan ed Etiopia, e nella fondazione di villaggi per gli schiavi liberati, che si autodefinirono "i Figli di Arkell". Nel 1938 fu nominato commissario per l'archeologia e l'antropologia, e svolse una serie di scavi che portarono alla luce per la prima volta informazioni riguardanti la preistoria sudanese. Nel 1948 divenne curatore della collezione Flinders Petrie di Antichità Egizie, e professore di egittologia presso la University College, Università di Londra, dove catalogò la collezione e scrisse l'opera History of the Sudan (1955).
Arkell andò in pensione nel 1963, e fu nominato ministro. Morì a Chelmsford all'età di 81 anni.

## Arkell e l'afrocentrismo
Il lavoro di Arkell ha ricevuto recentemente l'attenzione risultante dal dibattito sull'afrocentrismo. Alcuni hanno criticato le conclusioni di Arkell, sostenendo che divise le aree sudanesi in popolazioni definite vagamente, includendo una razza superiore "Marrone" (araba o semitica) ed una razza "Nera", e che sosteneva che il progresso avvenuto tra gli aborigeni neri era dovuto all'egizianizzazione piuttosto che ad uno sviluppo indipendente. Secondo altri punti di vista, gli studi di Arkell sarebbero liberi da quelli che considerano preconcetti razzisti sull'Africa, a partire da quello secondo cui ogni sviluppo culturale o tecnologico sarebbe dovuto all'influenza esterna di invasori o immigrati caucasici.
Queste teorie sullo "sviluppo degli esterni", tra cui il "mito dei Camiti", furono da allora abbandonate dagli studiosi moderni. Il lavoro di Arkell in Sudan mostra che molti elementi culturali, quali l'allevamento di bestiame, erano già in voga tra i neri indigeni, prima dell'arrivo di misteriosi migranti caucasici o Camiti. I suoi scritti su Meroe mostrano che anche la lavorazione del ferro era precedente, e questo fu alla base della teoria secondo cui le culture meroitiche erano responsabili della diffusione della lavorazione del ferro nel resto del continente africano, al contrario di quanto sostenuto riguardo agli invasori caucasici. La sua ricerca sui Badari predinastici mostra che la loro cultura condivideva caratteristiche dei popoli neri del Sudan, rafforzando l'idea afrocentrica di una presenza nera in Egitto.